# Robert Wyche Davis

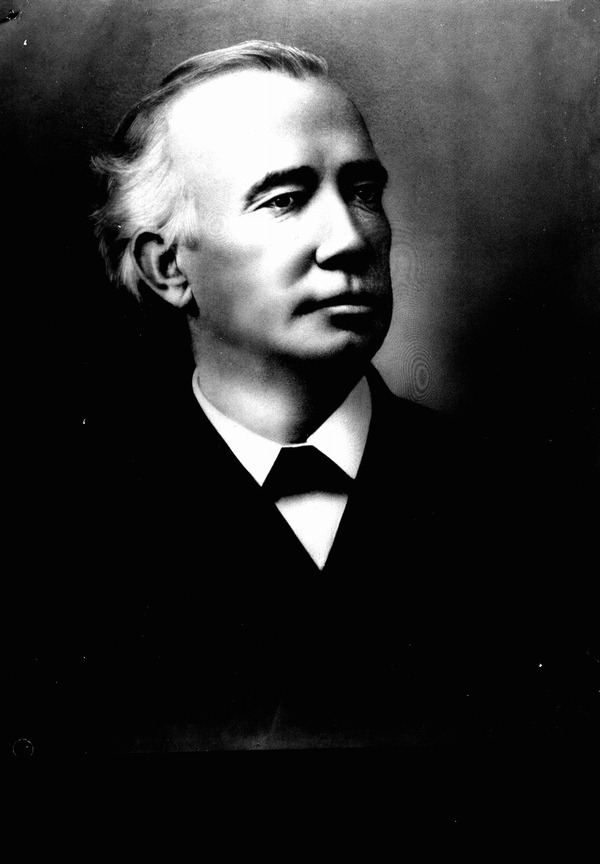
Robert Wyche Davis

Robert Wyche Davis (* 15. März 1849 bei Albany, Georgia; † 15. September 1929 in Gainesville, Florida) war ein US-amerikanischer Politiker. Zwischen 1897 und 1905 vertrat er den Bundesstaat Florida im US-Repräsentantenhaus.

## Werdegang
Robert Davis besuchte die öffentlichen Schulen seiner Heimat. Zwischen 1863 und 1865 nahm er als Soldat im Konföderierten Heer am Bürgerkrieg teil. Nach einem anschließenden Jurastudium und seiner 1869 erfolgten Zulassung als Rechtsanwalt begann er in Blakely in diesem Beruf zu  arbeiten. Im Jahr 1879 verlegte Davis seinen Wohnsitz und seine Anwaltspraxis nach Green Cove Springs in Florida. Später praktizierte er in Gainesville und Palatka. Gleichzeitig schlug er als Mitglied der Demokratischen Partei eine politische Laufbahn ein.
In den Jahren 1884 und 1885 saß Davis als Abgeordneter im Repräsentantenhaus von Florida, wobei er im Jahr 1885 Präsident des Hauses war. Bei den Kongresswahlen des Jahres 1896 wurde er im zweiten Wahlbezirk von Florida in das US-Repräsentantenhaus in Washington, D.C. gewählt, wo er am 4. März 1897 die Nachfolge von Charles Merian Cooper antrat. Nach drei Wiederwahlen konnte er bis zum 3. März 1905 vier Legislaturperioden im Kongress absolvieren. In diese Zeit fiel der Spanisch-Amerikanische Krieg von 1898. Damals kamen auch die Philippinen und Hawaiʻi unter amerikanische Verwaltung.
1904 verzichtete Davis auf eine weitere Kongresskandidatur. In den folgenden Jahren praktizierte er in Palatka und Tampa als Rechtsanwalt. Im Jahr 1914 zog er nach Gainesville, wo er bis 1922 für das General Land Office arbeitete. Außerdem gab er damals die Zeitung „Gainesville Sun“ heraus. In den Jahren 1924 und 1925 amtierte Robert Davis als Bürgermeister der Stadt Gainesville; danach arbeitete er wieder als Rechtsanwalt. Er starb am 15. September 1929 in Gainesville.